# Adrien d'Épinay
Antoine Zacharie Adrien d'Épinay, né en 1794 à Port-Louis et mort en 1839 à Paris, est un avocat et homme politique mauricien.

## Biographie
Antoine Zacharie Adrien Caïez d'Epinay, descendant de la famille d'Épinay, s'établit à l'île Maurice au XVIIIe siècle. La branche aînée s'est éteinte au XVIIIe siècle, avant la révolution, elle a accompagné le Duc de Normandie lors de sa victoire à Hasting, le 14 octobre 1066, contre les anglais.
Il est le fils d'Antoine Jean Caïez d'Epinay, avocat, procureur général de l'Île Maurice, membre du Conseil colonial, député de Moka, et de Marie Marthe Blanc, fille du consul de France à Saint-Jean-d'Acre et d'une Grecque de l'île de Chypre (décédée à l'Isle de France en 1803). Il épouse au quartier de Flacq  Marguerite Le Breton de La Vieuville le 14 avril 1817, fille de Jean-Baptiste Le Breton de La Vieuville né à Saint-Malo vers 1759 et de Louise de Rune, fille de Louis Charles Pierre de Rune et de Marie Jeanne Anne Jocet de la Porte.

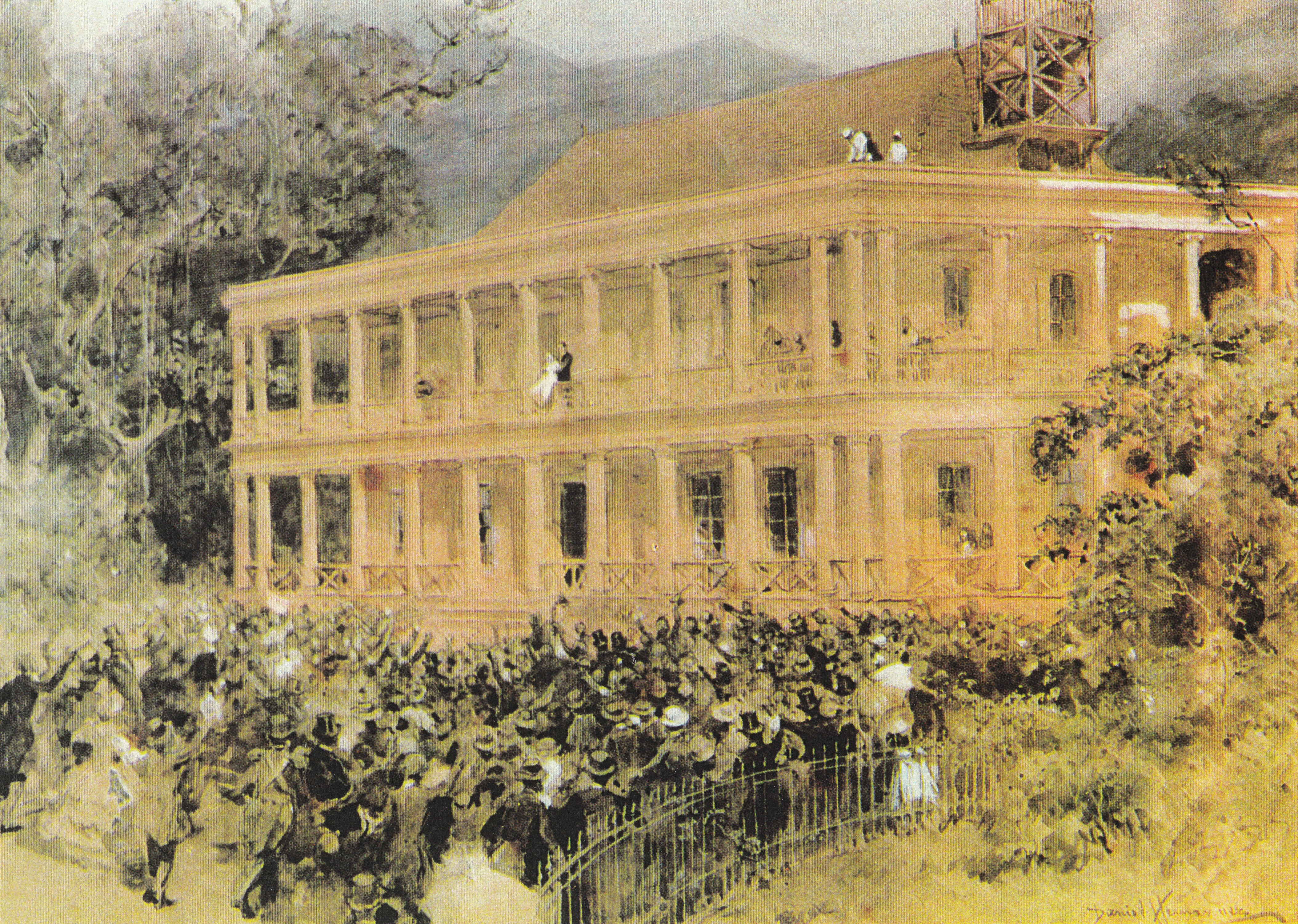
Maison d'Adrien d'Épinay à Port-Louis. Le 28 juillet 1832, une députation d'habitants vint demander que sa fille, qui venait de naître, fut adoptée par l'Île Maurice et portât le nom de Mauricia. Au balcon, d'Épinay tenant son enfant dans ses bras. Estampe du XIXe siècle.

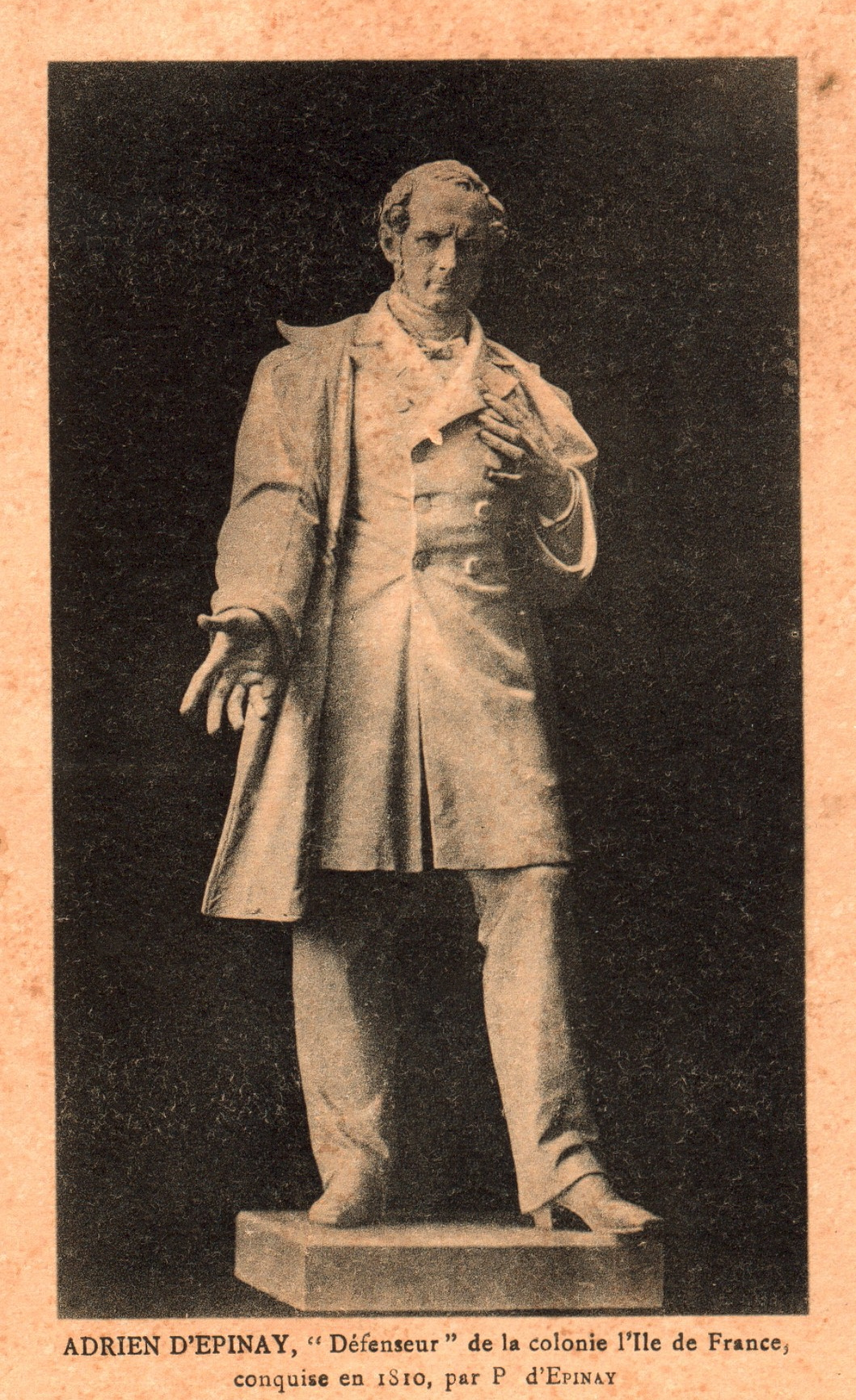
Gravure du XIXe siècle représentant la statue d'Adrien d'Épinay. Légende parue dans la revue L'Illustration, Paris : « La pose est noble et simple et répond admirablement à l'idée qu'on a pu se former d'Adrien d'Épinay, mandataire de ses concitoyens. Il leur rend compte de son mandat avec ce geste suprême de l'homme convaincu de n'avoir puisé ses aspirations que dans son cœur de patriote. »

Il est reçu en 1816 comme avoué. Après le décès de Charles Thomi Pitot de la Beaujardière (plus connu sous le nom de Thomi Pitot) le chef politique de la colonie d'Épinay, alors âgé de 27 ans, fut choisi pour le remplacer en 1821. En 1827, il crée le Comité colonial pour défendre les intérêts de la colonie et restaurer les institutions libres supprimées en 1803. Il participe au développement économique de Maurice notamment en modernisant l'importante sucrerie située à Argy, sur la côte est de l'île près de Belle-Mare, avec des moulins à vapeur, en fondant la Société royale des arts et des sciences de l'île Maurice, la Banque de Maurice, qui fonctionne pendant une vingtaine d’années avant d’être supplantée par la Mauritius Commercial Bank créée en 1838 par des commerçants anglais et mauriciens avec l’appui du gouverneur  Nicolay, ou encore en 1832 le journal Le Cernéen, du nom de Cerné nom inscrit sur les portulans portugais pour désigner l'île Maurice, qui est sans doute le plus ancien quotidien de l'hémisphère sud.
En 1939, une statue d'Adrien d'Epinay a été érigée au Jardin de la Compagnie à Port Louis pour marquer le centenaire de sa mort. Le 13 avril 1976, l'Organisation Fraternelle a érigé un monument en béton à proximité pour marquer le 141e anniversaire de l'abolition de l'esclavage. En 2005, une plaque a été apposée sur le socle de la statue d'Adrien d'Epinay avec des inscriptions décriant les crimes commis contre les esclaves,.

## Prémices de l'abolition
Après la prise de l'Île de France en décembre 1810 par les Britanniques, l’Angleterre a l'intention d'y abolir la traite et l’esclavage . L'abolition de la traite avait été votée au parlement britannique en 1807 sur proposition du député William Wilberforce. Dès 1813, la traite est donc officiellement abolie à Maurice, mais ce n'est qu'en 1821 qu'elle cessera complètement. En 1830 les choses se précisent concernant l'abolition de l'esclavage et Adrien d'Épinay, avocat et planteur, ne s’oppose pas au principe de l’abolition, mais lui et les autres acteurs de l’industrie sucrière demandent qu’elle soit accompagnée d’une aide financière qui permettrait d’éviter l’effondrement de l’économie du pays. Ce principe d’indemnité financière avait été préconisé par les colons en 1796, lorsque le gouverneur Anne-Joseph-Hippolyte de Maurès de Malartic avait dû affronter les envoyés du Directoire chargés d'appliquer l’abolition sans compensation .

### Première mission à Londres (1830-1832)
Son action fait parfois l’objet de controverses. Certains lui reprochent, en effet, de s’être opposé à l’abolition de l'esclavage à  Maurice en 1835. Mais on ne trouve trace dans aucun de ses discours ou de ses écrits qu'il se serait prononcé contre l'abolition de l'esclavage. Pourtant, le titre de son rapport, publié dans l'ouvrage d'Auguste Toussaint Les Missions d'Adrien d'Épinay 1830-1834, adressé aux autorités britanniques, en dit long sur son état d'esprit et sur ses objectifs : Rapport fait par Adrien d'Épinay au Conseil du Gouvernement, en 1832, sur les moyens les plus propres à obtenir la plus grande amélioration possible de la condition des esclaves à l'Île Maurice et les préparer à jouir de l'état de liberté sans compromettre le sort de la colonie et qui se termine par : « on aura trouvé le moyen d'avancer sûrement vers une émancipation générale, signé : A. d'Épinay, Rapporteur ». L'introduction de sa lettre à Thomas Fowell Buxton, fondateur de l'Anti-Slavery Society (une organisation politico-religieuse) et membre du Parlement du Royaume-Uni, en date du 17 novembre 1831, donne également une indication sur ses sentiments à l'égard du projet de l'abolition de l'esclavage à Maurice : « Je ne vous écrit que dans le désir sincère d'allier les intérêts de mon pays à la cause de l'humanité que j'ai toujours servie, que je servirai toujours et qui eût déjà triomphé si le sacrifice n'avait dû porter que sur moi seul ».
On lui reproche en fait, d’avoir été envoyé le 10 octobre 1830 comme représentant des planteurs mauriciens à Londres auprès du gouvernement britannique pour conditionner l'abolition à l'octroi par les autorités anglaises d'une contrepartie financière. En effet, les planteurs risquent de se retrouver du jour au lendemain sans aucune main d’œuvre pour travailler sur les plantations et faire fonctionner les sucreries, ce qui ne manquerait pas de ruiner très rapidement cette industrie naissante. Adrien d'Épinay est de retour le 25 octobre 1831 avec la promesse de Lord Goderich,Secrétaire d'État pour les colonies, que l'abolition sera accompagnée d'une aide financière. C’est lors de ce séjour à Londres qu'il est présenté, le 11 juin 1831, à Arthur Wellesley duc de Wellington, vainqueur de Napoléon à la bataille de Waterloo. Il en profite pour dire au duc combien les Mauriciens regrettaient le décès du gouverneur Sir Robert Farquhar, défenseur de l’Île Maurice et des Mauriciens.

### Deuxième mission à Londres (1833-1835)

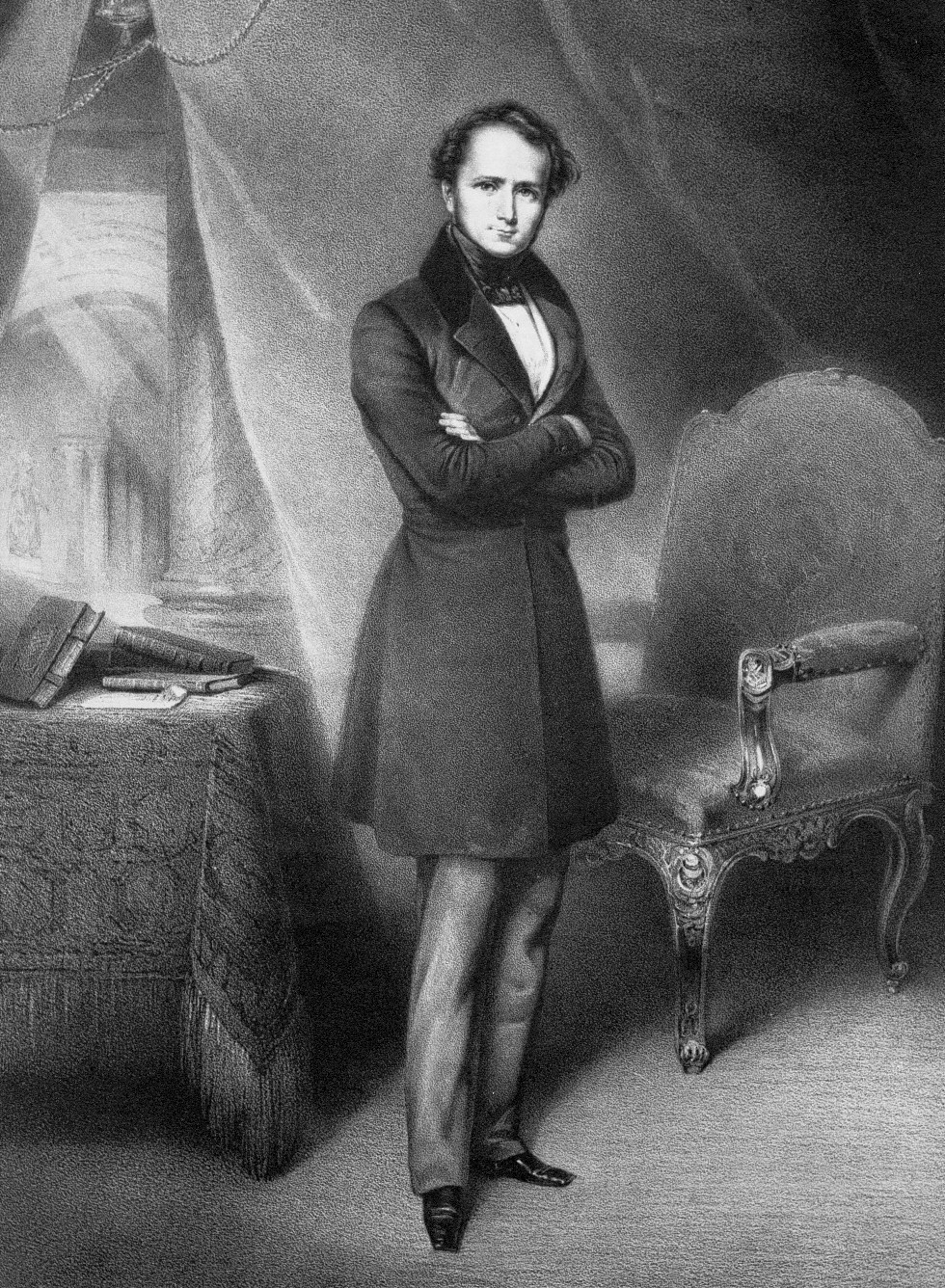
Portrait en pied d'Adrien d'Épinay, vers 1834. Tableau sans doute réalisé par François-Gabriel Lépaulle (1804-1886).

Mais en juin 1832, Sir John Jeremie, débarque à l'Île Maurice avec le titre de procureur général en remplacement du demi-frère d'Adrien d'Épinay qui avait été nommé à ce poste en 1828 par le gouverneur Lowry Cole. Le but de John Jeremie est, en fait, de tenter une abolition sans compensation, décidée par un ordre en Conseil le 2 novembre 1831, sans doute sous l'influence de l'Anti-Slavery Society dont il est un ardent défenseur. Adrien d'Épinay veut faire respecter les engagements de Lord Goderich et organise un système d'inertie (sorte de grève générale avant la lettre qui dure 40 jours) dans l'île. Le gouverneur Sir Charles Colville convoque une réunion extraordinaire du Conseil législatif qui se prononce à une très grande majorité pour le renvoi de John Jeremie en Angleterre. Épinay repart alors en mission à Londres au début de 1833. Après d'âpres négociations et un court séjour à Paris pendant lequel il obtient sa licence en droit, il revient à Maurice le 17 janvier 1835 avec la promesse d'une compensation pour tous les planteurs de l'industrie sucrière de la colonie. L'esclavage est alors légalement et officiellement aboli à l'Île Maurice le 1er février 1835. L'industrie sucrière traverse aussitôt une période où tous les esclaves et apprentis abandonnent leurs postes de travail pour se diriger vers des métiers de forgerons, maçons, mécaniciens, charpentiers ou de pêcheurs sur les côtes de l'île car ils ne veulent plus travailler la terre.
C’est pendant son second séjour à Londres qu’Adrien d’Épinay rencontre Talleyrand, alors ambassadeur de France, lors d’un dîner le 23 juin 1833 chez ce dernier. Il est également présenté par Lord Goderich au roi Guillaume IV et par Lord Colville à la reine Adélaïde de Saxe-Meiningen.

### Résultats de ses missions
Il a obtenu du gouvernement anglais, non seulement que l’abolition sera accompagnée d’une assistance financière pour subvenir à la main d’œuvre ainsi supprimée, mais aussi l'abolition de la censure et la liberté de la presse jusqu’alors muselée par les autorités anglaises . Il obtient également de l’Angleterre la création d’un Conseil législatif comprenant maintenant des représentants mauriciens exclus de l’administration, ainsi que l’accès des Mauriciens aux emplois publics sans distinction d'origine et sans autre préférence que celle due au mérite, l'abolition de tout monopole, la réorganisation de la police surtout dans les campagnes et une loi pour la répression des abus résultant du débit des liqueurs spiritueuses. Comme  l'écrit Auguste Toussaint, : « Ce à quoi il visait était quelque chose de beaucoup plus noble et de beaucoup plus grand (que la simple obtention d'une indemnité financière) : c'était de rendre à son pays une âme, une âme que le pays avait possédée jadis, qui n'était pas encore tout à fait morte et sans laquelle ce pays ne pourrait jamais plus accomplir rien de grand ».

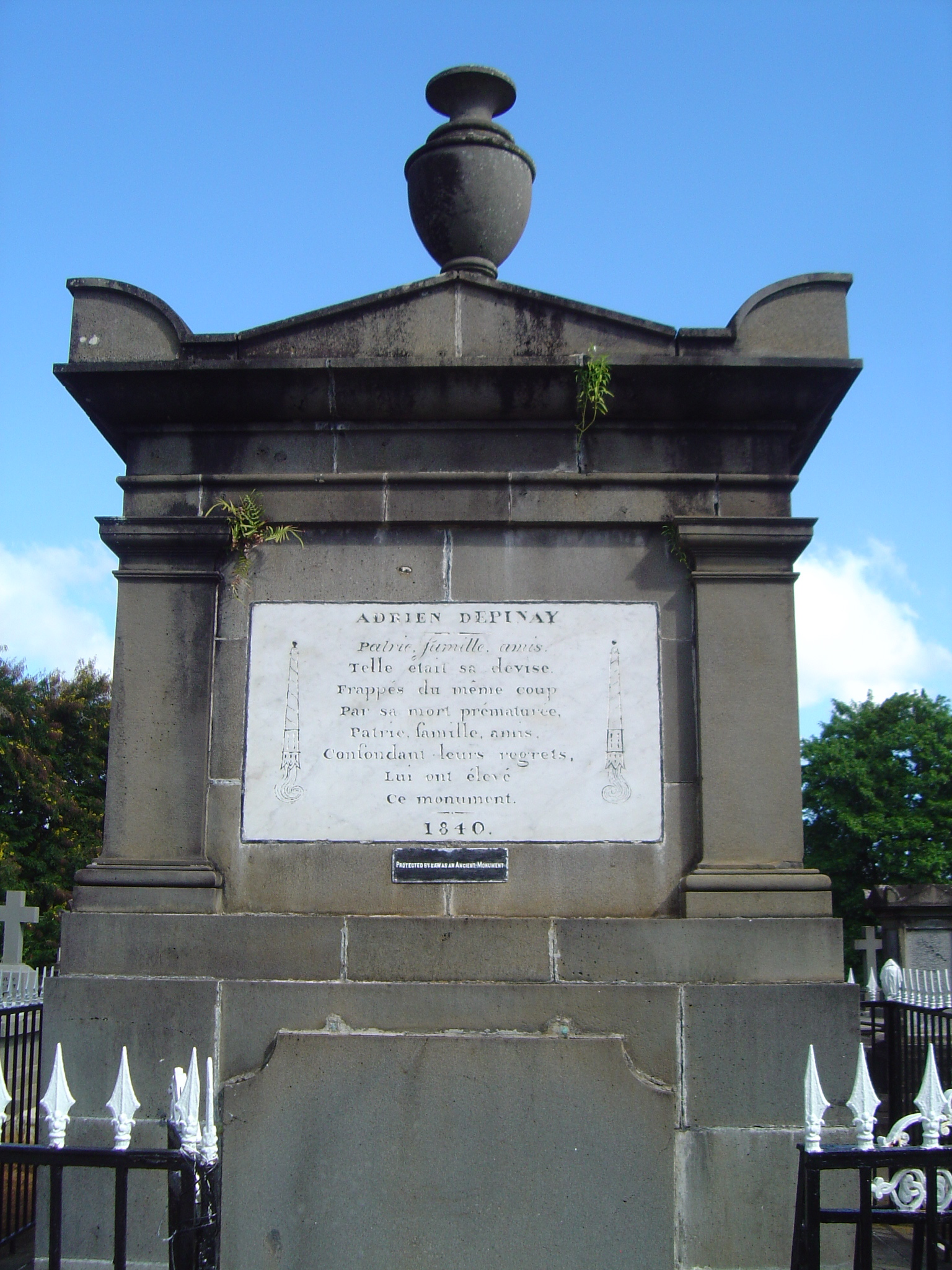
Monument funéraire élevé, aux frais de la colonie en juin 1840, au cimetière de Pamplemousses à l'Île Maurice, pour accueillir la dépouille mortelle d'Adrien d'Épinay.

### Conflit avec Nicolay
Au cours des années qui suivent son retour à Maurice en 1835, ses rapports avec le gouverneur Sir William Nicolay, représentant de la Couronne, sont particulièrement difficiles Nicolay est nettement hostile à ses administrés et à Adrien d’Épinay tout particulièrement pour qui il semble avoir éprouvé une véritable haine. À l’exclusion des jugements de source mauricienne sur Nicolay, l’opinion suivante exprimée par son collègue, l’ex gouverneur Sir Lowry Cole, montre assez bien que William Nicolay n’appartenait ni à l’élite militaire, ni à l’élite coloniale de ce temps : « Le journal annonce la nomination du général Nicolay pour succéder à Sir Charles Colville qui, dit-on, est rappelé. J’espère sincèrement, mon cher Lord, que cette nouvelle est sans fondement. Le général Nicolay n'a aucune réputation d’homme public, sauf peut-être dans vos bureaux ou (ce qui est plus à propos) à l’Anti-Slavery Society qui a lieu d'être satisfaite de son administration des West Indies. » 

### Abandon de la vie politique et départ vers la France

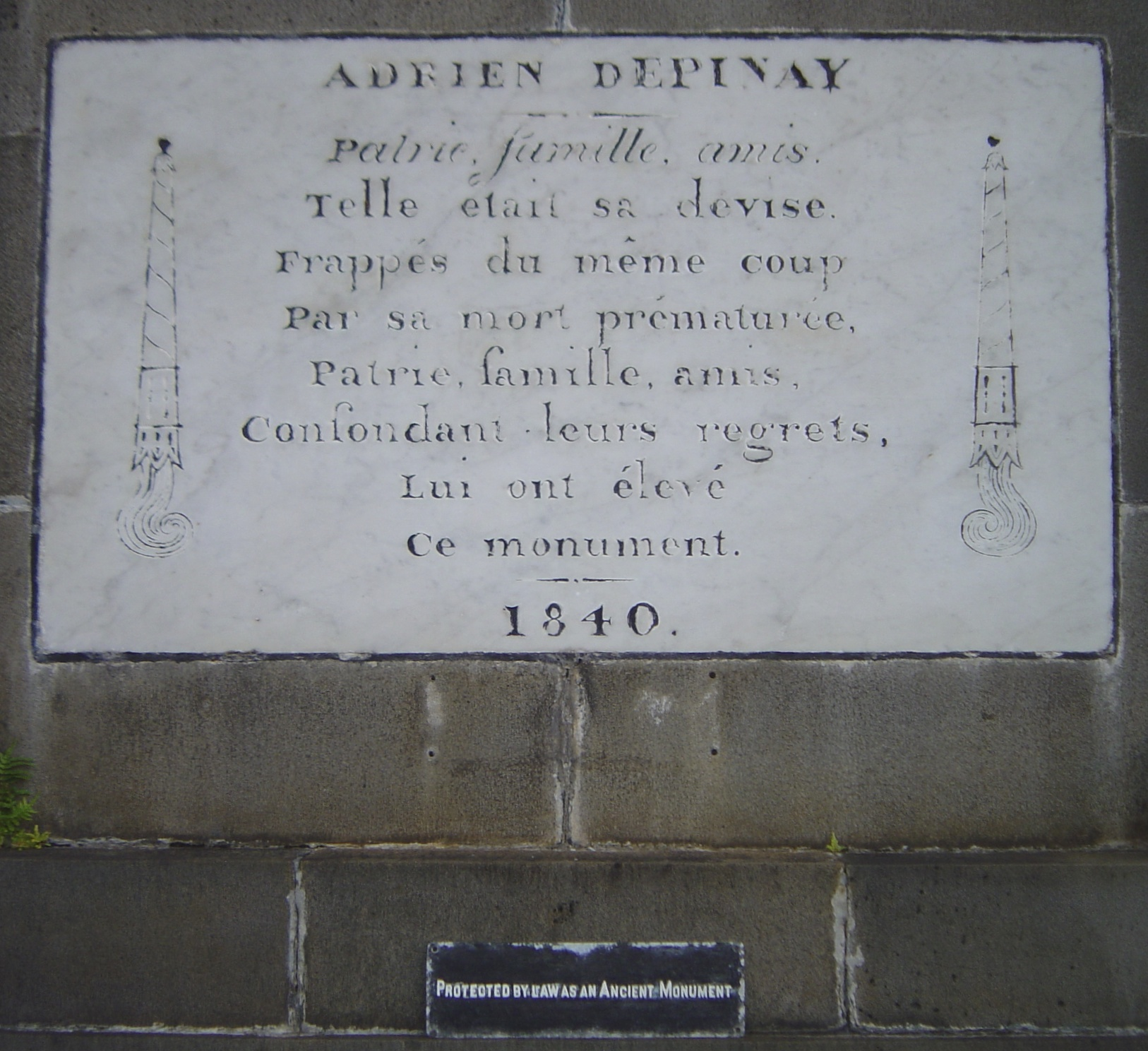
Plaque apposée sur le mausolée d'Adrien d'Épinay au cimetière de Pamplemousses, Île Maurice, où l'on peut lire : "Patrie, Famille, Amis". Telle était sa devise. Frappés du même coup par sa mort prématurée, patrie, famille, amis, confondant leur regret, lui ont élevé ce monument.1840. Au bas, plaque du gouvernement mauricien : "Protected by Law as an Ancient Monument ".

Après avoir résidé à Port-Louis (les restes de sa maison sont encore visibles à l'angle des rues De Poivre et Edith Cavell), en 1836 il se rend acquéreur du domaine de Monplaisir à Pamplemousses avec l'intention de se consacrer à l'horticulture . Mais, victime de tracasseries incessantes de l'autorité coloniale et de ses ennemis politiques, il décide d'abandonner la vie politique et quitte Maurice le 10 février 1839 pour s'installer en France avec sa femme et ses enfants (son dernier fils, Prosper, le futur sculpteur, est à cette époque âgé de trois ans). Quelques mois après son installation à Paris Adrien d'Épinay meurt à l’âge de 45 ans le 9 décembre 1839. Sur son lit de mort, il demande à ce qu'au moins son cœur soit retourné à Maurice, son île natale. Mais sur l'insistance de ses compatriotes, c'est sa dépouille mortelle qui sera rapatriée et inhumée au cimetière de Pamplemousses, en face de l'église de Saint François, à côté du jardin de Pamplemousses créé par Pierre Poivre, intendant à l'Île de France et de Bourbon de 1767 à 1772.

## Famille d'Adrien d'Épinay (ascendance et descendance)

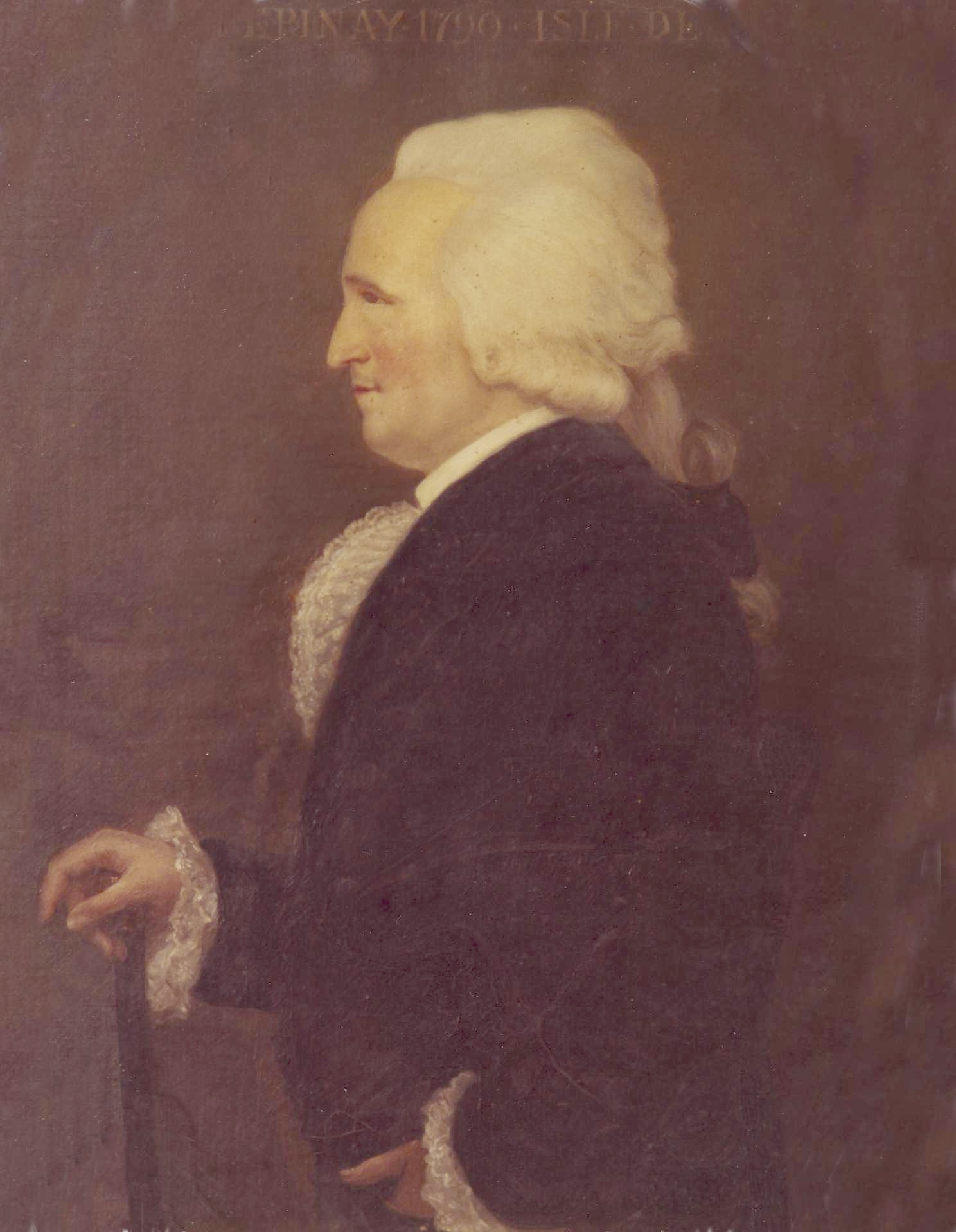
Portrait du père d’Adrien d’Épinay, Jean Antoine d’Épinay (1747-1811). Avocat au Parlement de Paris, puis avocat en Île-de-France. Tableau exécuté en 1790.

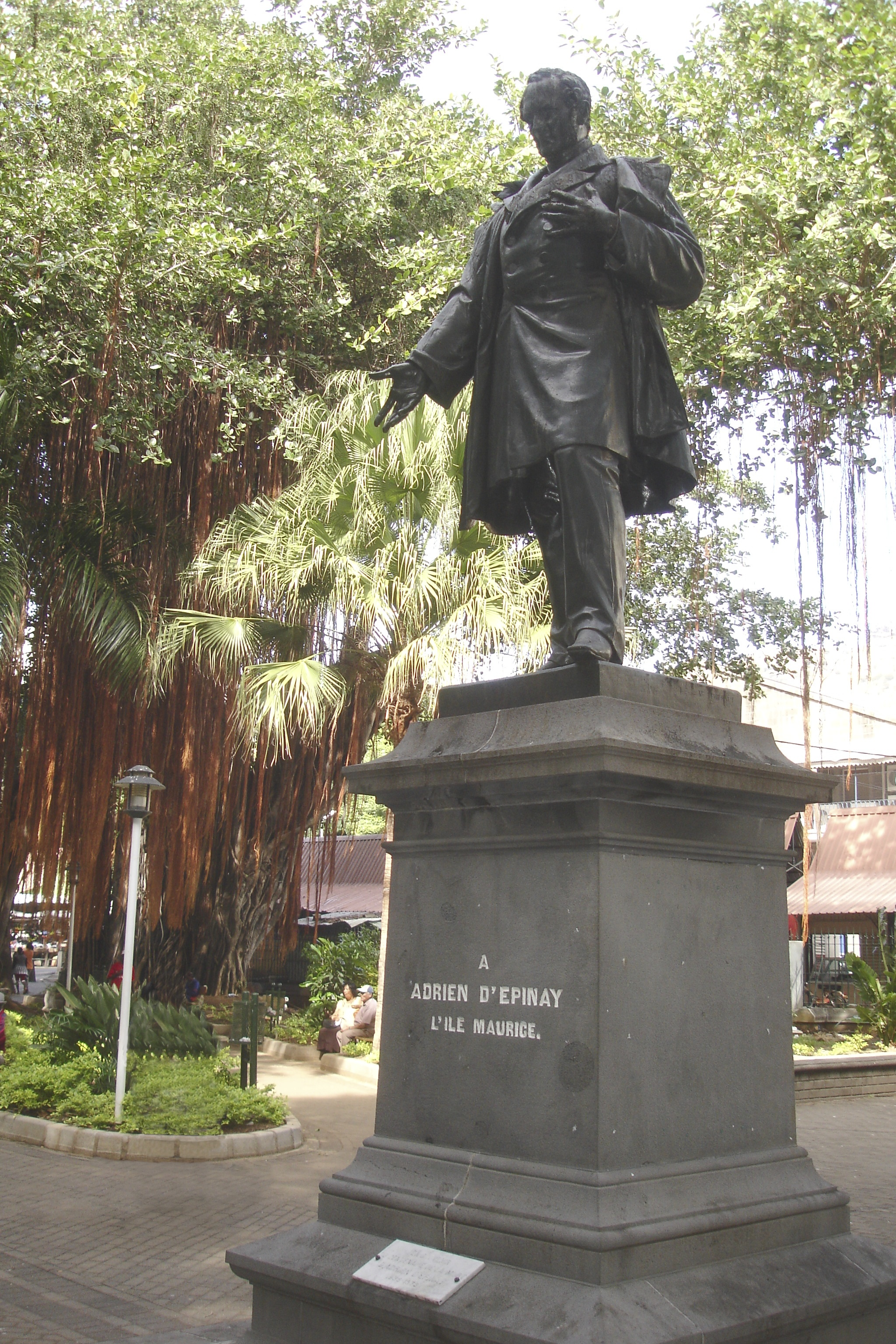
Statue d'Adrien d'Épinay réalisée par son fils Prosper dans son atelier de Rome, au 57, Via Sistina. Elle fut inaugurée au "Jardin de la Compagnie" à Port-Louis, le 26 septembre 1866. On peut la voir encore aujourd'hui sur la place centrale du Jardin.

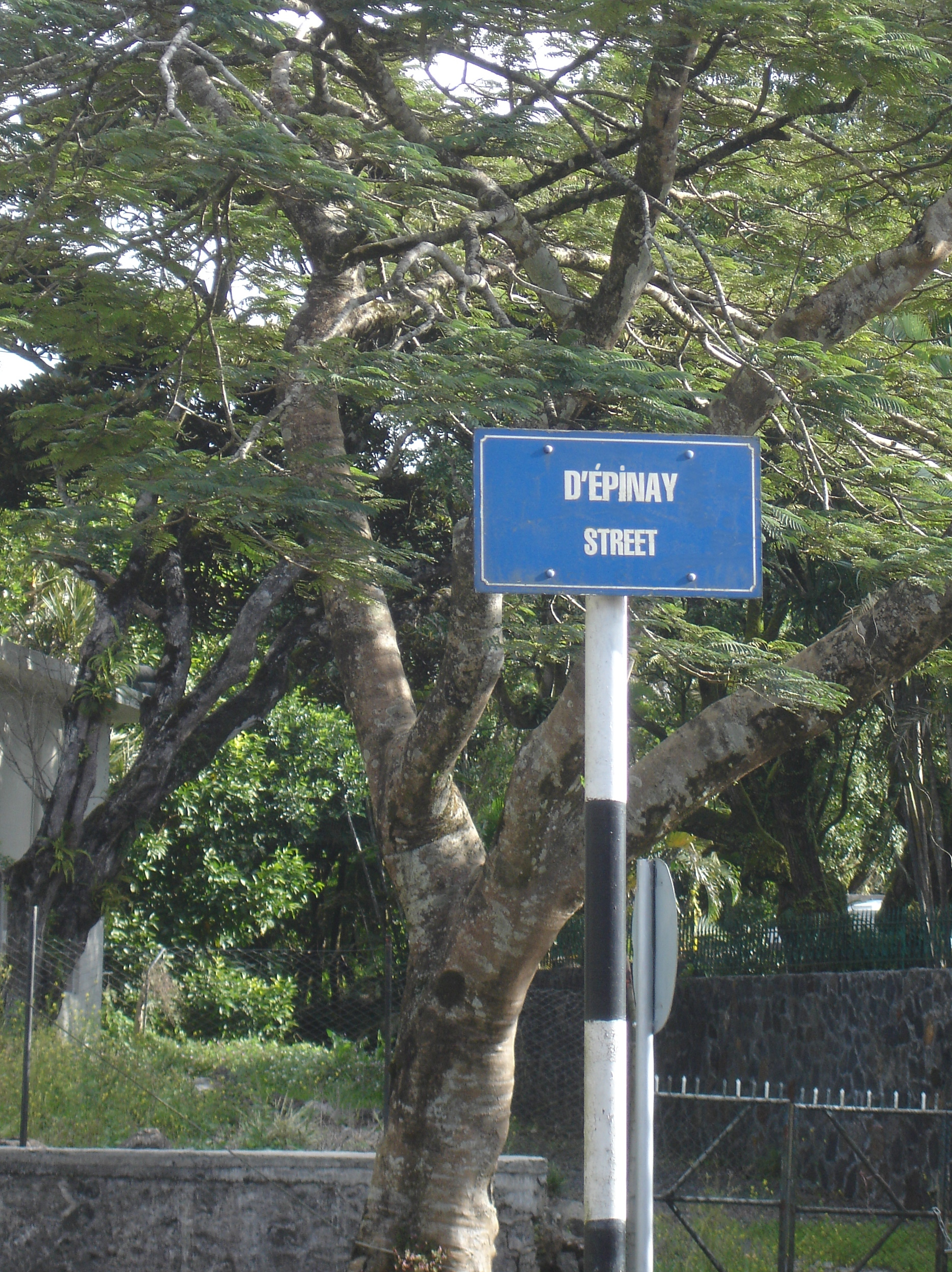
Plaque indiquant la rue d'Épinay dans la ville de Curepipe - Ile Maurice.

Le père d’Adrien d’Épinay, Jean Antoine d’Épinay est né à Paris en 1747 dans la paroisse de Saint-Eustache. Il est mort à Port-Louis, Île Maurice, le 28 octobre 1811. Il avait épousé, à Paris, Anne Thérèse Landau de la Croix en 1778. Alors avocat au parlement de Paris, il débarque à Port-Louis en 1787, âgé de 40 ans. En décembre 1788, il prête serment comme avocat et est nommé membre de l’Assemblée coloniale de l’Île-de-France. Il prend une part importante aux délibérations de cette assemblée sous la Révolution.
De son premier mariage sont issus :
- Prosper d’Épinay, né en 1780 à Paris. Il vient rejoindre son père à l’Île-de-France en 1800. D'abord avoué en 1804, puis avocat en 1816, il est nommé par le gouverneur Lowry Cole, procureur général de l’Île Maurice en 1828[Note 9]. Il avait épousé en premières noces, en 1810, Clémentine Déroullède (sans postérité) et en secondes noces, en 1831, Joséphine Amanda Laborde (sans postérité). À la mort de son père en 1811 il prend en charge la formation de son demi-frère Adrien d’Épinay. C’est lui qui, en tant que procureur général de l'Île Maurice, proclame officiellement en 1835 l’acte d’abolition de l’esclavage dans l'île.
- Flore d’Épinay, qui épousa Édouard Junot-Desfontaines en 1806 (six enfants).

Après le décès de sa femme en 1788 en France, Jean Antoine d'Épinay se remaria à l’Île-de-France et épousa, en 1789, Marthe Marie Blanc née à Saint-Jean d’Acre, fille de Zacharie Blanc (ancien consul de France à Saint-Jean-d’Acre) dont l’épouse, née Fugas, était une Grecque de l’île de Chypre. De ce deuxième mariage est issu Adrien d'Épinay qui eut pour marraine la belle-sœur du navigateur Jean-François de La Pérouse, Élisabeth Broudou, qui était l'amie intime de sa mère.
Adrien d'Épinay, a quatre sœurs aînées :
- Julie d'Épinay (pas mariée).
- Sophie d'Épinay, qui épousa Gustave Nas de Tourris.
- Élisabeth-Lise d'Épinay (pas mariée).
- Adrienne d'Épinay, qui épousa Aristide Armand de Foïard.

Du mariage d’Adrien d'Épinay avec Marguerite Le Breton de la Vieuville sont issus :
- Prosper d'Épinay (mort jeune).
- Adrien d'Épinay (mort jeune).
- Charles Antoine d'Épinay (1822-1856) sans postérité.
- Louise Élisabeth d'Épinay, qui épousa Jules Mallac veuf (2e noces).
- Mélanie d'Épinay, née en 1825, qui épousa Jules Mallac (1re noces).
- Angélique d'Épinay (1827-1833).
- Adrien d'Épinay, auteur du livre Renseignements pour servir à l’histoire de l’Île-de-France -1890, qui épousa Eugénie de Heaulme.
- Mauricia d'Épinay, qui épousa Charles Geffroy de Bregouharn.
- Prosper d'Épinay (1836-1914), sculpteur et auteur du livre Souvenirs d'Adrien d'Épinay -1901, qui épousa Claire Mottet de La Fontaine fille d'Adolphe Mottet de La Fontaine (1795 Pondichéry -1884 Paris), capitaine dans l'armée du Nizam d'Hyderabad ; Nâsir ad-Dawla Asaf Jâh IV (1794-1857) et d'Élisabeth de Warren (1814-1893) fille du comte Jean-Baptiste de Warren.